# SBTVD
O Sistema Brasileiro de Televisão Digital, de sigla SBTVD (conhecido também como ISDB-Tb), é um padrão técnico para teledifusão digital criado no  Japão, com algumas alterações introduzidas no Brasil em parceria com o Governo do Japão seguindo o modelo ISDB-T (criado pela NHK e SONY em 1971), utilizado no Brasil, Peru, Argentina, Chile, Venezuela, Equador, Costa Rica, Paraguai, Filipinas, Bolivia, Nicarágua e Uruguai. Entrou em operação comercial em 2 de Dezembro de 2007 em São Paulo. O Japão utiliza o modelo original ISDB, que foi lançado em 2003.

## História
Basicamente, o histórico do desenvolvimento do padrão SBTVD pode ser dividido em 2 períodos principais: a) Estudos e testes iniciais; b) Criação de um Grupo de Trabalho para TV Digital e definição final do padrão SBTVD.

### Estudos Iniciais
Desde 1994 um grupo composto por técnicos da SET - Sociedade dos Engenheiros de Televisão e da ABERT - Associação Brasileira das Empresas de Rádio e Televisão tem analisado os padrões de TV digital existentes (o americano ATSC-T, o europeu DVB-T e o japonês ISDB-T) e seus aspectos técnicos, mas a discussão se tornou um estudo detalhado apenas em 1998.
De 1998 a 2000, o grupo ABERT/SET, apoiado pela Universidade Presbiteriana Mackenzie desenvolveu um estudo completo baseado em vários testes considerando não apenas as características técnicas de cada padrão mas também a qualidade do sinal transmitido, seja em ambiente fechado seja em ambiente aberto. Foi o primeiro estudo completo comparando os 3 principais padrões de DTV no mundo elaborado por entidade independente (isto é, sem influência do Comitê ATSC, do grupo DVB e do grupo ARIB/DiBEG) e foi considerado como um estudo rigoroso e detalhado pela comunidade mundial que trabalha com DTV, sendo constantemente citado em trabalhos posteriores.
Os resultados dos "Testes de Televisão Digital no Brasil" demonstraram a qualidade insuficiente em recepção em ambiente fechado apresentada pelo padrão ATSC (recepção em ambiente fechado é um quesito muito importante pois 47% dos aparelhos de televisão no Brasil utilizam apenas antena interna) e, entre os padrões DVB-T e ISDB-T, o último apresenta performance superior na recepção em ambiente fechado e na flexibilidade de acesso aos serviços digitais e programas de TV através de receptores fixos, móveis e portáteis com qualidade impressionante.
Em paralelo, em 1998, o Ministério das Comunicações do Brasil solicitou à ANATEL - Agência Nacional de Telecomunicações - conduzir estudos para selecionar e implantar um padrão de DTV no Brasil. Devido à qualidade e detalhamento do estudo do grupo ABERT/SET/Mackenzie, a ANATEL aceitou-o como resultado oficial e apoiou-o considerando o ISDB-T como o melhor padrão a ser implantado no Brasil.
Entretanto a decisão final sobre o padrão selecionado não foi anunciada naquele momento (agosto de 2000) devido a três principais fatores:
- Alguns grupos da sociedade mostraram desejo de estarem mais envolvidos na tomada de decisão;
- O comitê ATSC e o grupo DVB solicitaram revisão do relatório do grupo ABERT/SET/Mackenzie e da decisão da ANATEL;
- Discussões políticas trouxeram novos requisitos para o padrão a ser implantado no Brasil, tais como inclusão digital e disseminação de e-Gov (Governo "eletrônico", ou seja, acesso aos serviços públicos de forma remota para a população que apesar de não ter acesso a computador, tem pelo menos um aparelho de televisão).

À luz desses fatores, o Governo Brasileiro criou um grupo de trabalho mais estruturado para rever os estudos iniciais e abranger esses novos fatores.

### Criação de um Grupo de Trabalho para TV Digital e definição final do padrão SBTVD[2]
O programa do Sistema Brasileiro de Televisão Digital (SBTVD) - foi lançado em 26 de novembro de 2003 pelo decreto presidencial No. 4.901, com o objetivo de criar um modelo de referência para TV digital terrestre no Brasil.
A ANATEL (Agência Nacional de Telecomunicações) foi encarregada pelo Ministério das Comunicações a liderar este trabalho, com o apoio técnico do CPqD e contribuição de outros 10 ministérios brasileiros, do Instituto Nacional para Tecnologia da Informação (ITI), 25 organizações relacionadas ao tema (SET, ABERT, emissoras de TV, produtoras, etc), 75 universidades e institutos de P&D e fabricantes do setor eletro-eletrônico. Mais de 1.200 pesquisadores/profissionais foram mobilizados.
O Grupo de Trabalho para DTV foi organizado em uma estrutura com 3 áreas de desenvolvimento:
- Comitê de Desenvolvimento (CD): Para definir, desenvolver e implementar a base regulatória e as políticas necessárias;
- Comitê Consultivo (CC): Para definir e desenvolver os aspéctos técnicos da TV digital e para selecionar a melhor tecnologia a ser utilizada no Brasil (inclusive, eventualmente, criar uma tecnologia totalmente exclusiva no Brasil);
- Grupo Gestor (GG): Para gerir grupos de pesquisa especializados.

O objetivo do Grupo de Trabalho para DTV não foi apenas a definição de aspectos técnicos e econômicos do sistema de TV digital, mas também considerar:
- "Inclusão digital" para parte da população atualmente excluída da "sociedade de informação";
- Implantar "e-gov", ou seja, levar os serviços públicos para mais próximo da população já que no Brasil 94% dos lares possuem pelo menos um aparelho de TV;
- Oferecer apoio educacional através de programas com conteúdo especializado e interativo na TV digital;
- Oferecer disseminação cultural;
- Oferecer integração social.

De qualquer forma, requisitos técnicos são importantes e também foram considerados:
- Alta definição de imagem;
- TV interativa;
- TV móvel e portátil com qualidade;
- Robustez do sinal, seja em ambiente aberto como fechado;
- Excelente capacidade de transmissão de dados dentro da faixa de transmissão.

Considerando apenas o Comitê Consultivo, 20 RFPs (Requisições Formais de Proposta) foram publicadas cobrindo todas as áreas que compõem a TV digital: modulação, processamento/compressão de sinal, sistemas de vídeo, sistemas de áudio, transporte de dados, "middleware", etc. As RFPs apoiaram fortemente a criação de "redes de pesquisa" onde os estudos puderam ser conduzidos de forma descentralizada por várias instituições trabalhando sobre o mesmo tema.
Alguns grupos trabalharam para apresentar um padrão digital totalmente novo, outros para analisar e selecionar o melhor padrão dentre aqueles mais conhecidos (o americano ATSC, o europeu DVB-T e o japonês ISDB-T), e outros ainda trabalharam para implantar novas características/módulos aos padrões já existentes.
Após 3 anos de estudos e desenvolvimentos, o Grupo de Trabalho para DTV anunciou a seleção do sistema japonês ISDB-T como base para o sistema SBTVD, acrescido de algumas novas tecnologias:
- Compressão de vídeo MPEG-4 AVC (H.264) - permite maior capacidade de dados num canal de TV. O Japão usa MPEG-2 vídeo, com menor capacidade;
- "Middleware Ginga" - mais robusto que o middleware japonês, apresentando ambientes declarativo e procedural para permitir aplicações interativas mais complexas. O Japão utiliza o middleware ARIB cuja linguagem BML tem suporte apenas para aplicações declarativas;

O sistema SBTVD também apresenta algumas adaptações (a seguir, as principais):
- As máscaras de emissão dos transmissores foram especialmente adaptadas de forma a atender a cenários mais adversos no que diz respeito à interferência entre emissoras de TV - este quesito é importante para a implantação da TV digital especialmente em países onde o espectro de frequência é congestionado;
- Os sistemas de multiplexação, sinalização e as estruturas de dados foram adaptadas para os padrões ocidentais, com a inclusão de conjuntos de caracteres para línguas latinas;
- A taxa de apresentação de quadros para receptores portáteis foi estabelecida em 30fps (quadros por segundo) - isso significa mais qualidade para o serviço de TV portátil;
- Implantação de "recepção aberta" ao invés de utilizar o sistema de proteção anticópias B-CAS DRM, que está presente no padrão japonês.

Nota: Há cerca de 16 documentos técnicos para o padrão SBTVD, com mais de 3.000 páginas publicados pela ABNT (Associação Brasileira de Normas Técnicas) e pelo Fórum SBTVD detalhando todo o padrão SBTVD.
A seleção do sistema japonês ISDB-T como base para o SBTVD foi fundamentada na qualidade da recepção de vídeo/áudio seja em ambiente fechado como aberto, robustez do sinal, excelente tratamento contra interferências, suporte à programas de TV com interatividade complexa e TV móvel/portátil de qualidade. Além disso, o ISDB-T acrescido das novas características como compressão de vídeo MPEG-4 AVC (H.264) e "middleware" Ginga é um excelente suporte para implantar os requisitos sociais, pretendidos pelo Governo brasileiro, tais como inclusão digital, apoio educacional e cultural, e-gov, etc.
Fatores econômicos também foram analisados, tais como eliminação de pagamentos de royalties pelo Governo do Japão pelo uso do ISDB-T, transferência de tecnologia do Japão para o Brasil, criação de Grupo de Trabalho Japão-Brasil para desenvolvimento contínuo da tecnologia, ajuda financeira de bancos de desenvolvimento japoneses para implantação inicial, etc.
A decisão final foi anunciada em 29 de junho de 2006 através do decreto presidencial No. 5.820 definindo oficialmente que o Brasil adotara o sistema de transmissão ISDB-T de TV digital terrestre como base para o ISDB-Tb (nome comercial do sistema SBTVD). O decreto presidencial também definiu o plano e as regras de implantação para TV digital no Brasil, afirmando que em sete anos todo o território brasileiro deve estar coberto pelo sinal de TV digital e que em 10 anos (ou seja, em 2016) toda transmissão de TV deve ser digital e a faixa de frequências utilizada para TV analógica deve ser devolvida à União. É importante notar que este mesmo decreto presidencial afirma que o ISDB também DEVE oferecer "multiprogramação". No processo de implantação no Brasil, entretanto, o Ministério das Comunicações ignorou essa definição do decreto presidencial e bloqueou a "multiprogramação" pelo menos até a data atual (abril de 2010).
A decisão pelo ISDB-T foi contestada por alguns setores da sociedade que reclamaram que foi uma escolha muito mais "política" que técnica, onde o Governo brasileiro foi influenciado pelas emissoras de TV[carece de fontes?], especialmente a Rede Globo, já que o padrão ISDB-T "blinda" o negócio da TV contra as empresas de telecomunicações (companhias telefônicas e de celulares) devido ao fato de que no ISDB-T não existe nenhuma necessidade de uso de infraestrutura ou serviços das companhias telefônicas para seu funcionamento completo (o padrão europeu DVB-T depende fortemente de companhias telefônicas para oferecer TV móvel e portátil). E considerando a crise que o setor de TV vive, com redução de ganhos das emissoras devido à migração do público para outras mídias como Internet e Celular, essa blindagem seria bem vinda.
De qualquer forma, várias organizações técnicas e de engenharia, bem como profissionais liberais que estudaram detalhadamente os 3 principais padrões (ISDB-T, DVB-T e ATSC), afirmaram na época que o ISDB-T promovia um uso mais eficiente do espectro, sendo a melhor escolha técnica naquele momento. Porém, novas versões do padrão DVB-T sendo utilizadas hoje em dia na Europa apresentam níveis similares ao do ISDB-T.
A decisão por utilizar a compressão MPEG-4 AVC no SBTVD foi uma decisão correta, pois hoje vemos o Grupo DVB na Europa lançando o padrão DVB-T 2.0 que inclui o MPEG-4 AVC, os EUA estudando a implantação de MPEG-4 AVC e o Japão está analisando como o ISDB-T original evoluirá para oferecer MPEG-4 AVC.
Neste momento os padrões SBTVD (ISDB-Tb) e ISDB-T não são compatíveis. Isso significa que um receptor de TV ou Set-top Box comprado no Japão não funcionará no Brasil e vice-versa. Entretanto o Grupo de Trabalho Japão-Brasil está trabalhando para harmonizar os 2 padrões num único objetivando alcançar benefícios de ganho de escala, considerando os mercados consumidores brasileiro e japonês somados.
Peru, Argentina, Chile, Venezuela e Equador recentemente adotaram o ISDB-Tb o que reforçará os ganhos de escala na produção de equipamentos e na redução de preços além de contribuírem com o desenvolvimento do padrão.

## Fórum SBTVD
Alguns meses após a publicação do Decreto Presidencial No. 5.820, em junho de 2006 foi criado o Fórum SBTVD - o Fórum do Sistema Brasileiro de TV Digital Terrestre com a missão de auxiliar e estimular a criação e melhoria do sistema de transmissão e recepção de sons e imagens digitais no Brasil, propiciando padrão e qualidade compatíveis com as exigências dos usuários. Notar que o Fórum SBTVD não é exatamente o mesmo grupo de estudo que definiu o padrão SBTVD de TV digital e selecionou o ISDB-T como base para aquele padrão. Uma vez definido o padrão SBTVD, houve a preocupação em coordenar sua implantação, desenvolver melhorias, desenvolver e gerenciar especificações técnicas, interfacear as conquistas do padrão SBTVD com outros grupos técnicos (ITU, ARIB, DiBEG, ATSC Comitee, DVB Group, etc) e dessa preocupação nasceu o Fórum SBTVD.
As atribuições desse Fórum são:
I - Identificar e harmonizar os requisitos do sistema;
II - Definir e gerenciar as especificações técnicas;
III - Promover e coordenar a cooperação técnica entre: emissoras do serviço de radiodifusão de sons e imagens, fabricantes dos equipamentos de transmissão de sinais de televisão terrestre, fabricantes dos equipamentos de recepção de sinais da televisão terrestre, indústrias de software e entidades de ensino e pesquisa;
IV - Propor soluções para questões relacionadas à propriedade intelectual envolvidas no sistema brasileiro de televisão digital terrestre;
V - Propor e promover soluções para questões relacionadas à capacitação de recursos humanos;
VI - Promover e apoiar a divulgação do sistema brasileiro no país e no exterior.

## Início das transmissões comerciais e implantação

Sistemas de TV Digital. Países que utizam ISDB-T ou SBTVD estão mostrados na cor verde.

As transmissões comerciais com o padrão SBTVD iniciaram em 2 de dezembro de 2007, primeiramente em São Paulo. Até 22 de março de 2010, o sistema digital também havia sido lançado nas seguintes cidades brasileiras: Belo Horizonte, Rio de Janeiro, Goiânia, Porto Alegre, Curitiba, Campinas, Cuiabá, Salvador, Florianópolis, Vitória, Uberlândia, São José do Rio Preto, Teresina, Santos, Brasília, Campo Grande, Fortaleza, Recife, João Pessoa, Sorocaba, Mogi das Cruzes, Ribeirão Preto, Manaus, Belém, Joinville, Aracaju, Londrina, São Luís, Araraquara e Natal.

Pelo prisma das emissoras de televisão, a implantação da TV digital no Brasil iniciou coroada de sucesso se comparada com o processo de implantação em outros países. Passados 28 meses, o sinal de TV digital cobriu cerca de 65% da população brasileira. Mas a partir da segunda metade de 2009 o cronograma de implantação do sinal digital nas capitais passou a apresentar atrasos e provavelmente o final de 2010 chegará sem que todas as capitais brasileiras tenham recebido o sinal digital. Ainda assim, considerando o número de cidades com sinal digital no momento, pode-se considerar um processo de implantação no mínimo com 80% de sucesso. Pelo prisma dos consumidores entretanto a implantação está demorando a engrenar devido aos preços dos novos aparelhos de TV e dos conversores (set-top boxes), pela falta de entendimento da população sobre o tema e pela percepção de que a relação custo x benefício ainda não é atrativa para motivar a mudança para a nova tecnologia. Há também a questão de que os fabricantes estão preferindo produzir novas TVs com sintonizador de sinal digital embutido a produzir conversores de sinal, estratégia essa que pode trazer mais lucros para os fabricantes mas com certeza dificulta a disseminação da TV digital nas classes sociais mais baixas.
Um novo "empurrão" na venda de conversores e de aparelhos de TV digital era esperado com a finalização da especificação do middleware Ginga que permitirá interatividade na TV.
Entretanto, a falta de consenso entre a indústria de software e a indústria de eletroeletrônicos, bem como a falta de definições do Fórum SBTVD, atrasaram o lançamento comercial do Ginga. O processo de separar o lançamento do middleware Ginga em 2 fases (Ginga 1.0 e Ginga 2.0) só foi aceito pelo Fórum SBTVD em Novembro de 2009 com quase 1 ano de atraso.
A versão Ginga 1.0 (uma primeira versão do Ginga) foi liberada para ser utilizada pelos fabricantes de conversores e de aparelhos de TV digital, usando a linguagem declarativa NCL (Nested Context Language)/LUA. Esta parte do middleware Ginga é chamada de Ginga-NCL e foi desenvolvida pela Pontifícia Universidade Católica do Rio de Janeiro (PUC-RJ).
Entretanto a especificação completa (que seria a versão Ginga 2.0) prevê não só o ambiente NCL declarativo como também o ambiente Java procedural, de forma a oferecer aos programadores, fabricantes e usuários tirarem o melhor proveito dos dois mundos dentro da programação: declarativo e procedural.
A parte Java do middleware Ginga, chamada de Ginga-J - desenvolvida pela Universidade Federal da Paraíba (UFPB) - teve sua especificação aprovada pelo Fórum SBTVD em Abril de 2009. E o mesmo fórum definiu que o conjunto de APIs desenvolvido pela empresa Sun Microsystems, chamado de Java-DTV, é o conjunto padrão de APIs para o sistema SBTVD. Essa definição ocorreu após negociações entre o Fórum SBTVD e Sun Microsystems para reduzir o custo dos royalties em 15%.
Desta forma o custo de royalties definido pela Sun sobre o Java-DTV ficou bem menor que aquele que seria aplicado pelos proprietários das APIs GEM, que era a outra opção de escolha (o middleware GEM é usado pelo padrão de TV digital europeu DVB-T). Isso permitirá o desenvolvimento de conversores e televisores digitais com interatividade mais baratos.
Esperava-se para o 3º. trimestre de 2009 o lançamento no mercado dos primeiros conversores e televisores digitais com o middleware Ginga completo (Ginga-NCL e Ginga-J). Porém novamente a indústria de eletroeletrônicos brasileira vem sistematicamente atrasando os lançamentos de equipamentos embarcados com Ginga e as emissoras de televisão, por outro lado, não têm progredido no desenvolvimento de aplicações interativas e até Abril de 2010 há apenas testes de interatividade em poucas emissoras.
A nova expectativa é que a Copa do Mundo de Futebol de 2010 (Junho/Julho 2010) aqueça o mercado e pressione os fabricantes e emissoras a oferecerem o serviço de interatividade.
Na época do lançamento do SBTVD em 2 de dezembro de 2007, os conversores estavam sendo vendidos com preços variando entre R$900,00 (~US$450) e R$1200,00 (~US$600), inibindo as vendas. Mas após 8 meses os preços apresentaram rápida queda e são vendidos agora por R$300,00 (~US$150). O Presidente do Brasil Luiz Inácio Lula da Silva anunciou subsídios em torno de 1 bilhão de reais (cerca de U$ 556 milhões) para a fabricação dos conversores de forma que os preços devem apresentar nova fase de redução.
Em maio de 2009 uma TV LCD Full HD (1080 x 1920) de 42 polegadas com sintonizador de sinal digital embutido e características especiais tais como taxa dupla de apresentação (120 Hz) e contraste dinâmico de 50.000:1 estava sendo vendida por R$3.600,00 (US$1.600,00) na Cidade de São Paulo, uma impressionante redução de preços para um produto dessa qualidade. Outros televisores mais simples são vendidos por preços ainda menores.
As vendas de receptores móveis (para notebooks, televisores de bolso e celulares com TV digital embutida) estão aumentando muito rápido e parece que os consumidores percebem na mobilidade (nesse exato momento) um benefício mais atraente que a própria definição HD ou Full HD.
O padrão SBTVD/ISDB-T oferece uma impressionante qualidade de recepção móvel e portátil, com imagens firmes, sem ruído, som excelente e uma recepção muito robusta mesmo na presença de interferências eletromagnéticas, impulsivas ou por sinal refletido.
De acordo com o anúncio do Governo Brasileiro, a transmissão analógica será encerrada em 2016, quando todas as emissoras de televisão transmitirão apenas o sinal digital no Brasil. Nos demais países que adotaram recentemente este padrão, o plano de implantação das transmissões digitais e a data de encerramento das transmissões analógicas ainda está em fase de análise.

## Interatividade na TV e middleware Ginga
Interatividade na TV é a possibilidade de o telespectador atuar junto ao programa de TV que está assistindo, enviando pedidos de informação adicional à emissora de televisão através do próprio programa que assiste (via controle remoto da TV ou do conversor digital) e em seguida receber as informações solicitadas. Essas informações podem ser imagens adicionais ao programa original, áudio, texto, gráficos e outras.
Desta forma o telespectador interage com o programa que está assistindo e/ou com a emissora de TV geradora do programa podendo utilizar serviços como transações bancárias, compras, votação em programas, seleção de apresentação de dados adicionais a um programa (estatística do jogo no caso de uma partida esportiva por exemplo), solicitação de informações independentes do programa (meteorologia ou cotação do dólar por exemplo), etc. Logicamente a interatividade na TV é essencial para o objetivo de "inclusão digital", "disseminação educacional e cultural" e disponibilização de serviços públicos via TV, que o governo brasileiro persegue.

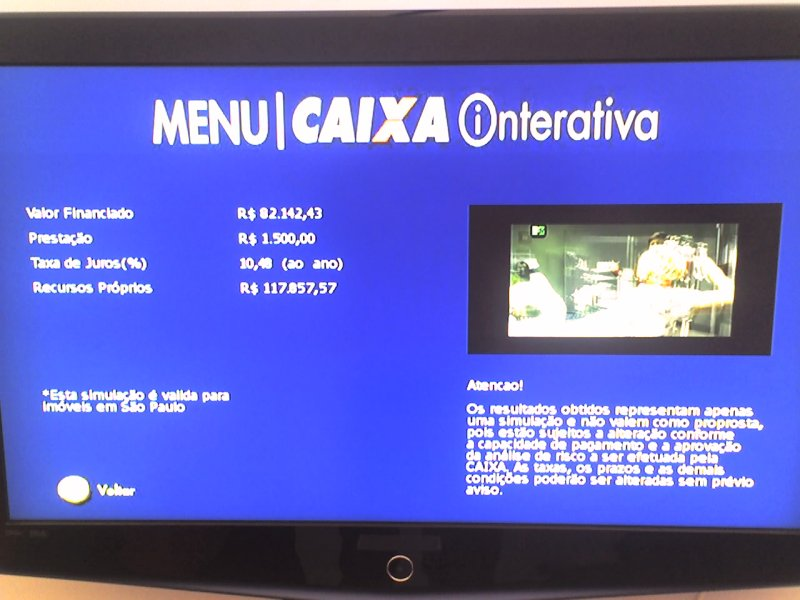
Exemplo de aplicação para TV interativa: serviço bancário via TV.

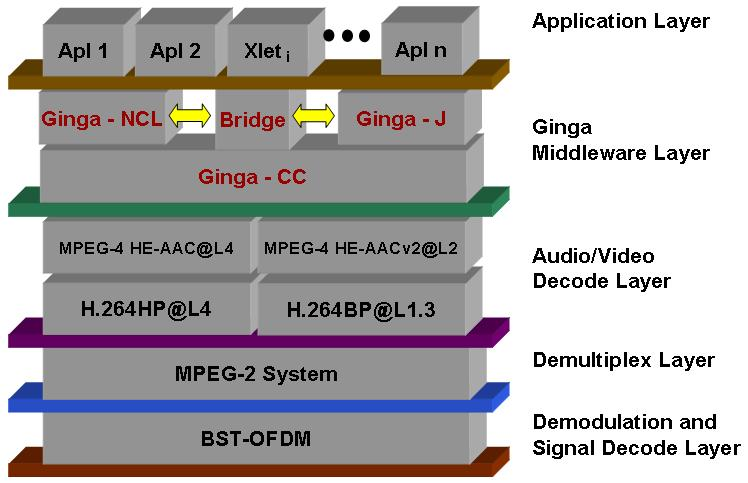
Diagrama em camadas do padrão SBTVD, apresentando a camada do middleware Ginga.

A interatividade depende de recursos do equipamento de TV ou conversor (hardware) e dos aplicativos que rodam nesse equipamento (software). E a coordenação entre hardware e software é feito através de um componente denominado “middleware”. No padrão SBTVD o middleware definido é o Ginga, desenvolvido totalmente no Brasil; um programa que tem a função de receber os aplicativos transmitidos (pelo ar) pelas emissoras de TV, instalar esses aplicativos na TV ou conversor e deixá-los prontos para uso, receber comandos do telespectador sobre como e quando executar os aplicativos e coordenar o uso dos recursos de TV ou conversor para que o aplicativo seja executado com sucesso.
O desenho do Ginga é composto basicamente de um ambiente declarativo, um ambiente procedural e um coração comum (common core) de controle.
O ambiente declarativo é uma máquina de execução de aplicativos desenvolvidos com a linguagem NCL (do inglês Nested Context Language – Linguagem de Contexto Aninhado) e foi desenvolvido pela Pontifícia Universidade Católica do Rio de Janeiro (PUC-RJ). Apesar de ser um ambiente declarativo ainda permite executar aplicativos em uma linguagem escritural chamada LUA, também desenvolvida pela PUC-RJ e considerada pelo mercado como uma excelente solução para execução de aplicações multimídia, sendo inclusive utilizada por fabricantes mundiais de jogos devido à sua ótima relação performance x leveza. Esse ambiente é chamado de Ginga-NCL e é obrigatória a sua existência em configurações Ginga em receptores de sinal SBTVD fixos, móveis e portáteis (celulares).
O ambiente procedural é uma máquina de execução de aplicativos desenvolvidos com a linguagem Java e foi desenvolvido pela Universidade Federal da Paraíba (UFPB). Um ambiente apto a executar código Java é extremamente importante não só pelo grande poder de desenvolvimento de aplicações complexas que o Java oferece como também pelo enorme contingente de analistas, técnicos e programadores especializados nessa linguagem, no mundo e especialmente no Brasil. Esse ambiente é chamado de Ginga-J e é obrigatório em configurações Ginga em receptores de sinal SBTVD fixos e móveis, porém não é obrigatório em receptores portáteis.
O ambiente Ginga-J utiliza API’s (Application Program Interfaces) do pacote Java-DTV, desenvolvido pela Sun Microsystems a pedido do Governo Brasileiro, de forma que todas as API’s do conhecido padrão GEM estivessem inclusas no pacote, acrescido de outras API’s específicas do Ginga. Isso permitiu um pacote de API’s que atendesse aos requisitos do sistema SBTVD e com royalties bem mais accessíveis que o pacote GEM, resultando no desenvolvimento de set top boxes e aparelhos de TV com baixos custos relacionados a royalties.
O coração comum de controle (Ginga-CC) oferece suporte e controle a ambos os ambientes Ginga-NCL e Ginga-J e apresenta inclusive uma “ponte” entre os dois ambientes de forma que uma aplicação possa utilizar o melhor dos dois mundos: declarativo e procedural. Além disso o Ginga-CC executa várias funções de interface com o hardware dos set top boxes e aparelhos de TV digital.
Com todas essas conquistas o middleware Ginga, presente no padrão SBTVD/ISDB-Tb, é considerado o melhor middleware para televisão digital existente no momento, permitindo o uso de aplicações bastante complexas de interatividade em TV.

## Multiprogramação
Uma característica bastante inovadora que o padrão SBTVD/ISDB-T oferece é chamada de "Multiprogramação", porém foi bloqueada pelo Ministério das Comunicações para uso das emissoras de televisão comerciais. Apenas canais governamentais de TV digital podem utilizar essa característica. O Ministério das Comunicações informou que essa decisão foi tomada devido ao fato da Multiprogramação permitir o uso não autorizado da faixa de frequência de por um canal de TV, por exemplo, uma emissora de TV poderia "sublocar" seu canal a outra empresa para transmitir uma programação não autorizada em paralelo com a transmissão autorizada.
Inicialmente o Ministério das Comunicações informou que estaria criando o arcabouço jurídico para dar suporte à atividade de Multiprogramação, mas tempos depois informou que ela estaria bloqueada até novos estudos.
A ABRA (Associação Brasileira das Emissoras de Rádio e Televisão), pressiona o Ministério das Comunicações para manter a multiprogramação bloqueada pois essa característica traria impacto em seu modelo de negócios, reduzindo faturamento sobre anunciantes.
Entretanto, como a multiprogramação é um dos benefícios mais visíveis pelo consumidor final no padrão digital (num mesmo canal de TV é possível assistir 3 programas diferentes, ou numa partida esportiva é possível assistir ao jogo do ponto de vista de diferentes câmeras), seu bloqueio está sendo questionado pela sociedade brasileira e esse questionamento está sendo apoiado por outras emissoras de televisão que utilizam modelos de negócio diferentes do da Rede Globo.
A intenção desses grupos é solicitar ao Ministério das Comunicações a permitir a multiprogramação para todas as emissoras. No momento somente os canais governamentais podem usar multiprogramação no Brasil.
No Japão a multiprogramação é utilizada com sucesso desde o lançamento do padrão ISDB-T.

## Canal de Retorno
As emissoras de televisão brasileiras defendem o uso da banda de TV VHF atual como "canal de retorno", ou seja, o canal que permitirá aparelhos de TV e conversores digitais a enviarem dados às emissoras de TV para oferecer serviço de TV interativa. E como meio de acesso do canal de retorno nessa banda de 700 MHz seria utilizada a tecnologia sem fio denominada WiMAX, sendo portanto uma outra opção a ser acrescida à lista de meios de acesso convencionais (ADSL Internet, Cable Internet, GSM EDGE, GSM 3G, WiFi ou acesso discado).
Essa ideia foi apresentada pelo Governo brasileiro no Fórum WiMAX em Junho/2009 de forma a tentar criar um padrão internacional para o canal de retorno

## Novas melhorias
MPEG-H Audio, HLG e SL-HDR1 foram adicionados ao SBTVD em 2019.

## Futuro
Uma nova versão terrestre deve ser proposta em 2020 e aprovada em 2021.
Isso seria capaz de suportar 4K, 8K, HDR, HFR e áudio imersivo. 
Foi sugerido o uso de compressão de vídeo VVC no Japão.

## Expansão mundial
Os governos brasileiro e japonês estão trabalhando em conjunto para mostrar os benefícios do padrão SBTVD (ISDB-T) a todos os países da América do Sul, enfatizando os benefícios sociais da inclusão digital através da TV digital e a qualidade de imagem, som e robustez do sinal ISDB-T. Também apresentam outros importantes diferenciais do SBTVD/ISDB-T como TV móvel com qualidade e interatividade na TV.

### Países que adotaram ou estão testando o SBTVD/ISDB-Tb
| - Brasil em 2 de dezembro de 2007; - Peru em 23 de abril de 2009; - Argentina em 28 de agosto de 2009; - Chile em 14 de setembro de 2009; - Venezuela em 6 de outubro de 2009; - Equador em 26 de março de 2010; - Costa Rica em 6 de maio de 2010; - Paraguai em 1 de junho de 2010; - Filipinas em 11 de junho de 2010; - Bolívia em 5 de julho de 2010; - Uruguai em 27 de dezembro de 2010; - Botswana em 26 de fevereiro de 2013; - Guatemala em 30 de maio de 2013; - Honduras em 12 de setembro de 2013; - Maldivas em abril de 2014; - Sri Lanka em maio de 2014; - Nicarágua em agosto de 2015; - El Salvador em 23 de janeiro de 2017; - Angola em 20 de março de 2019; | - Belize | - Eritreia - Gabão - Guiné Equatorial - Libéria - Namíbia - República Centro-Africana - Somália |

## Padrão Nipo-Sul-Americano
| Padrões na América do Sul | Padrões na América do Sul | Padrões na América do Sul | Padrões na América do Sul | Padrões na América do Sul |
| ------------------------- | ------------------------- | ------------------------- | ------------------------- | ------------------------- |
| Padrão                    |                           |                           | Porcentagem               |                           |
| ISDB-TB                   | ISDB-TB                   |                           | 87,69%                    | 87,69%                    |
| DVB-T/H                   | DVB-T/H                   |                           | 11,1%                     | 11,1%                     |
| ATSC                      | ATSC                      |                           | 0,0%                      | 0,0%                      |
| DTMB                      | DTMB                      |                           | 0,0%                      | 0,0%                      |
| Indefinidos               | Indefinidos               |                           | 1,21%                     | 1,21%                     |

Televisão Digital Terrestre na América do Sul

Considera-se a possibilidade de que os outros países da América do Sul adotem o ISDB-TB, a fim de garantir a integração e a facilidade de suprimento de peças e equipamentos. Até o momento, vários países mostraram interesse no sistema de TV digital nipo-brasileiro. Contudo, a Colômbia resolveu adotar o padrão europeu DVB-T em agosto de 2008, respectivamente, enquanto o Peru, a Argentina, o Chile, a Venezuela, o Equador, a Costa Rica, o Paraguai e a Bolívia adotaram o padrão nipo-brasileiro ISDB-T.
O Governo de Peru, após conduzir vários testes com os sistemas disponíveis, anunciou em abril de 2009 que a Comissão Multissetorial do Ministério de Transportes e Comunicações depois de 2 anos de analisar os sistemas de televisão digital disponíveis decidiu que o padrão de TV Digital adotado no país andino seja o ISDB-T. O modelo é o mesmo do Sistema Brasileiro de Televisão Digital Terrestre - SBTVD, integrando ao padrão originalmente instituído no Japão as melhorias introduzidas por técnicos, pesquisadores e empresas de radiodifusão reunidos no Fórum Brasileiro de TV Digital Terrestre (Fórum SBTVD).
No Chile, assim como foi no Brasil, a TV digital está sendo mais amplamente debatida. O padrão japonês mostrou ser o melhor nos testes promovido pelas televisões chilenas. Atualmente o Ministro das Telecomunicações daquele país e a ANATEL (Agência Nacional de Telecomunicações) defendem o padrão japonês, apesar de antes do início dos testes terem defendido o padrão americano. Além de ter sido o melhor nos testes, o padrão japonês é o único capaz de ativar os dispositivos televisivos automaticamente - especialmente em dispositivos móveis - em casos de emergência, tais como terremoto e tsunami, para dar informações importantes à população. O único empecilho que poderia fazer o Chile optar por outro padrão seriam os preços do set-top box.
O Equador, a Costa Rica e o Paraguai também decidiram adotar o padrão ISDB-Tb recentemente.
As Filipinas anunciaram mo dia 11 de junho ter adotado o padrão ISDB-Tb. Com isso sobe para 550 milhões o número de pessoas que utilizam o sistema.
A Bolivia também anunciou no dia 5 de julho a adoção do ISDB-Tb. O anúncio foi feito oficialmente pelo ministro de Relações Exteriores boliviano, David Choquehuanca, em um ato com o embaixador japonês em La Paz, Kazuo Tanaka.
Antes de terminar 2010, o Uruguai também anunciou a adoção do sistema ISDB-Tb. O país havia adotado em 2007 o DVB, mas reverteu a decisão.
- Fonte: CIA World Factbook 2010, estimado em milhôes.
- Porto Rico é um Estado associado aos Estados Unidos da América.
- Observação: Os Países estão ordenados por ordem de adesão aos pad

## Certificação ITU-T para as soluções criadas pelo padrão SBTVD/ISDB-T
A União Internacional para as Telecomunicações (ITU) - uma agência regulatória pertencente às Nações Unidas para questões de telecomunicações e tecnologia da informação - certificou em 29 de abril de 2009 o ambiente Ginga-NCL e a linguagem NCL/Lua como a primeira recomendação internacional para suporte à interação e multimídia para dispositivos de IPTV, como "Recomendação H.761".
A linguagem NCL/Lua e o ambiente Ginga-NCL foram desenvolvidos pelo Laboratório TeleMídia do Departamento de Informática da Pontifícia Universidade Católica do Rio de Janeiro (PUC-Rio).
Com essa importante certificação a ITU-T espera padronizar a arquitetura de "middlewares" para interatividade em dispositivos e conversores de IPTV, antes que esse mercado fique repleto de soluções de hardware/software proprietárias e incompatíveis, impactando dessa forma o usuário final.

## Características Técnicas

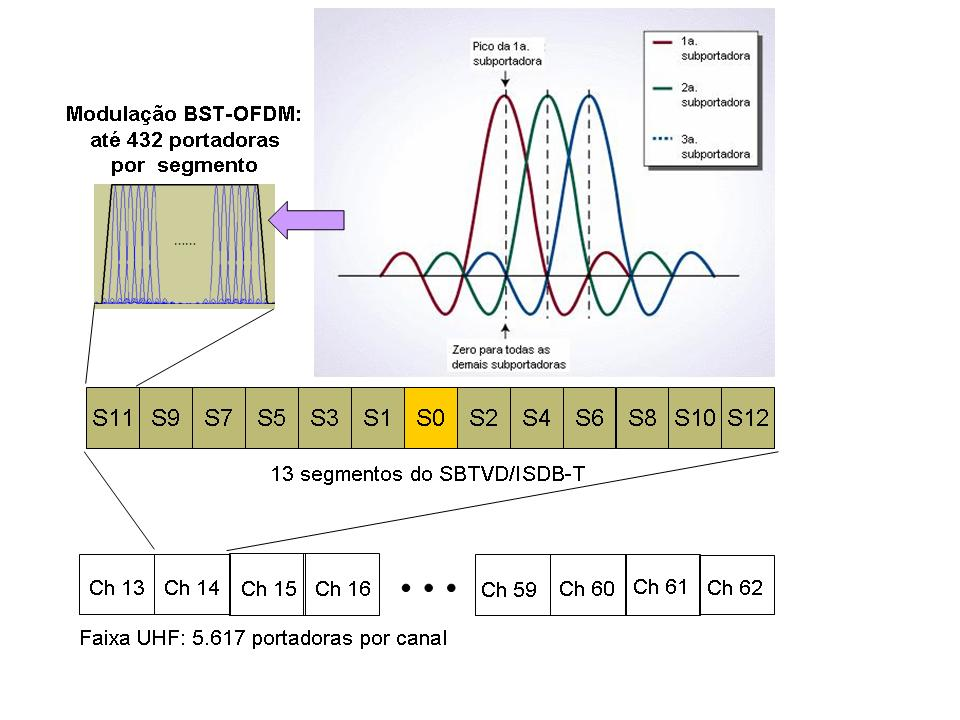
Diagrama da modulação BST-OFDM utilizada no padrão SBTVD/ISDB-T.

Diagrama esquemático do SBTVD/ISDB-T, seus canais, segmentos e exemplo de multiprogramação.

a) Modulação: BST-OFDM (do inglês Band Segmented Transmission-Orthogonal Frequency Division Multiplexing. Em português: Transmissão em Banda Segmentada-Multiplexação Ortogonal por Divisão de Frequência).
b) Faixa de Frequência: VHF ou UHF, de acordo com a estratégia de implantação do país. A faixa UHF é bastante conveniente pois é possível implementar os serviços de TV digital nos "espaços" existentes atualmente no espectro UHF enquanto os serviços de TV analógica continuam operando na congestionada faixa VHF. Quando o processo de implantação da TV digital estiver finalizado e o sinal analógico for definitivamente desativado, então a faixa VHF pode ser utilizada para outros serviços de telecomunicações ou mesmo para expandir o número de canais de TV digital. Japão e Brasil escolheram a faixa UHF para implantar a TV digital. Peru, Argentina, Chile, Venezuela e Equador estão em fase de projeto de implantação, não tendo ainda definido a faixa de frequência a ser usada, mas provavelmente será UHF.
O padrão ISDB também foi definido para trabalhar via cabo e via transmissão de satélite (ISDB-C e ISDB-S) utilizando as faixas de frequência apropriadas para esses meios, mas estes padrões não são objeto de análise deste artigo.
c) Arquitetura de transmissão: Segmentada
- Receptores fixos: 13 segmentos (todos os segmentos destinados a um programa com resolução Full HD. Outros arranjos são possíveis de acordo com a resolução desejada e o número de programas transmitidos num canal, mas sempre resultando em 13 segmentos no total. Veja figura ao lado).
- Receptores móveis (em veículos por exemplo): A mesma dos receptores fixos.
- Receptores portáteis (telefones celulares por exemplo): 1 segmento.

d) Taxa de atualização da imagem:
- Serviço Fixo/Móvel: Japão, Brasil, Peru, Argentina, Chile, Venezuela e Equador: 30 fps e 60 fps (em inglês fps significa frames per second ou fotogramas por segundo em português).
- Serviço Portátil: Brasil, Peru, Argentina, Chile e Venezuela: Máximo de 30 fps; Japão: Máximo de 15 fps.

e) Largura do Canal:
Japão, Brasil, Peru, Argentina, Chile, Venezuela e Equador: 6 MHz
(É possível utilizar o padrão SBTVD/ISDB-T em 7 MHz ou 8 MHz se isso for desejado por qualquer outro país).
f) Sistema de Compressão de Áudio:
- Serviço Fixo/Móvel:
  - Multi Canal 5.1: MPEG-4 AAC@L4 (Advanced Audio Coding, Level 4) ou MPEG-4 HE-AAC v1@L4 (High Efficiency AAC, Version 1, Level 4)
  - Estéreo: MPEG-4 AAC@L2 (AAC Level 2) ou MPEG-4 HE-AAC v1@L2 (HE-AAC, Version 1, Level 2)
- Serviço Portátil: MPEG-4 HE-AAC v2@L2 (HE-AAC, Version 2, Level 2) para áudio estéreo (ou 2 canais mono) apenas.

Adicionalmente, a codificação de áudio deve seguir a norma ISO/IEC 14496-3:2004.
Nota: O Japão utiliza MPEG-2 AAC para serviço fixo/móvel e MPEG-4 HE-AAC para serviço portátil.
g) Sistema de Compressão de Vídeo:
- Fixo/Móvel: MPEG-4 AVC HP@L4 (Advanced Video Coding, High Profile, Level 4)
- Portátil: MPEG-4 AVC BP@L1.3 (AVC, Base Profile, Level 1.3)

Adicionalmente, a codificação de vídeo deve seguir a norma ISO/IEC 14496-10:2005.
Estes padrões também são conhecidos como "Recomendação ITU-T H.264:2005".
Nota: O Japão utiliza compressão MPEG-2 vídeo.
h) Resolução de Vídeo, Tipo de Montagem de Quadros (em inglês: "Framing") e Relação de Aspécto (em inglês: "Aspect Ratio"):
- Fixo/Móvel:
  - SD 720x480i em 4:3 ou 16:9
  - SD 720x480p em 4:3 ou 16:9
  - SD 720x576i em 4:3 ou 16:9
  - SD 720x576p em 4:3 ou 16:9
  - HD 1280x720p em 16:9
  - Full HD 1920x1080i em 16:9
    - Nota 1: i = Montagem de quadros entrelaçada; p = Montagem de quadros progressiva
    - Nota 2: SD = Standard Definition/Resolução Padrão; HD = High Definition/Alta Resolução; Full HD = Full High Definition/Alta Resolução Completa
- Portátil:
  - SQVGA (160x120 ou 160x90)
  - QVGA (320x240 ou 320x180)
  - CIF (352x288)
    - Todos esses formatos utilizando relações de aspécto 4:3 ou 16:9.

i) Sistema de Multiplexação: MPEG-2 system (ISO/IEC 13818-1 2000).
Esse padrão é utilizado por Japão, Brasil, Peru, Argentina, Chile, Venezuela e Equador.
j) Processos de Correção de Erro: Time Interleaving (Intercalação de símbolos em Tempo) e Frequence Interleaving (Itercalação de símbolos em frequência)
k) Middleware para TV Interativa:
- SBTVD/ISDB-T International: Módulo Declarativo: Ginga-NCL; Módulo Procedural: Ginga-J

Nota: Para ISDB-T original: Módulo Declarativo: BML; Módulo Procedural: Não implementado (Opcional: GEM)
l) Outras características:
- Multiprogramação:

Permite 1 programa Full HD (1080 x 1920 pixels numa relação de aspécto 16:9) num canal; ou 1 programa HD e 1 programa SD num canal; ou 3 programas SD num canal.
- Difusão de Alerta:

Permite ao Governo enviar alertas sobre desastres naturais (terremoto, tsunami, etc) a cada dispositivo na área em que o sinal ISDB-T/SBTVD/ISDB-T International está presente. O sinal de alerta usa certo espaço na área de dados de um dos segmentos do sinal transmitido, liga automaticamente todos os receptores e apresenta a informação de alerta na tela do receptor.
Diante dos últimos eventos naturais (terremotos no Haiti e no Chile e tsunami no Chile), essa função de alerta passa a ser um diferencial de grande importância nos critérios de seleção de padrão e TV Digital, especialmente para países próximos a áreas de grande atividade geológica.

### Tabela Resumo
| Codificação de canal de transmissão | Esquema de Modulação         | 64QAM-OFDM, 16QAM-OFDM, QPSK-OFDM, DQPSK-OFDM (Transmissão Hierárquica)                            | 64QAM-OFDM, 16QAM-OFDM, QPSK-OFDM, DQPSK-OFDM (Transmissão Hierárquica)                            |
| Codificação de canal de transmissão | Código para Correção de Erro | Inner coding Convolução 7/8,3/4,2/3,1/2 Outer coding:RS(204,188)                                   | Inner coding Convolução 7/8,3/4,2/3,1/2 Outer coding:RS(204,188)                                   |
| Codificação de canal de transmissão | Intervalo de Guarda          | 1/16,1/8,1/4                                                                                       | 1/16,1/8,1/4                                                                                       |
| Codificação de canal de transmissão | Intercalação de símbolos     | Por Tempo, por Frequência, bit, byte                                                               | Por Tempo, por Frequência, bit, byte                                                               |
| Codificação de canal de transmissão | Tipo de Modulação            | BST-OFDM (Estrutura Segmentada OFDM - 13 segmentos)                                                | BST-OFDM (Estrutura Segmentada OFDM - 13 segmentos)                                                |
| Middleware                          | Middleware                   | Middleware Ginga: Ginga-NCL (ambiente declarativo) e Ginga-J (ambiente procedural)                 | Middleware Ginga: Ginga-NCL (ambiente declarativo) e Ginga-J (ambiente procedural)                 |
| Informação do Serviço               | Informação do Serviço        | ARIB STD B-10                                                                                      | ARIB STD B-10                                                                                      |
| Multiplexação                       | Multiplexação                | MPEG-2 Systems                                                                                     | MPEG-2 Systems                                                                                     |
| Codificação de Áudio                | Fixo/Móvel                   | Estéreo: MPEG-4 AAC@L2 ou MPEG-4 HE-AAC v1@L2 Multicanal 5.1: MPEG-4 AAC@L4 ou MPEG-4 HE-AAC v1@L4 | Estéreo: MPEG-4 AAC@L2 ou MPEG-4 HE-AAC v1@L2 Multicanal 5.1: MPEG-4 AAC@L4 ou MPEG-4 HE-AAC v1@L4 |
| Codificação de Áudio                | Portátil                     | Estéreo apenas: MPEG-4 HE-AAC v2@L2                                                                | Estéreo apenas: MPEG-4 HE-AAC v2@L2                                                                |
| Codificação de Vídeo                | Fixo/Móvel                   | MPEG-4 AVC (H.264) HP@L4                                                                           | MPEG-4 AVC (H.264) HP@L4                                                                           |
| Codificação de Vídeo                | Portátil                     | MPEG-4 AVC (H.264) BP@L1.3                                                                         | MPEG-4 AVC (H.264) BP@L1.3                                                                         |
| ----------------------------------- | ---------------------------- | -------------------------------------------------------------------------------------------------- | -------------------------------------------------------------------------------------------------- |

Para informações técnicas detalhadas, veja o site ABNT (Associação Brasileira de Normas Técnicas, na seção "Televisão Digital".